# Джо д'Амато
Джо д'Амато (англ. Joe D'Amato, справжнє ім'я — Арістід Массачезі, італ. Aristide Massaccesi; 15 грудня 1936, Рим — 23 січня 1999, там же) — італійський режисер, продюсер, оператор і сценарист. Працював у таких жанрах як: військові фільми, спагеті-вестерни, пеплум, фантастика, проте найбільше відомий за фільмами жахів, еротики та порнографії.

## Кар'єра
Д'Амато працював у 1950-х роках електриком і фотокореспондентом, у 1960-х роках оператором, а з 1969 року впритул займався кінематографом. Починаючи з 1972 року, він зняв близько 200 фільмів під численними псевдонімами, регулярно виступаючи також як кінооператор. Починаючи з початку 1980-х років, Д'Амато продюсував багато своїх власних фільмів, а також фільми інших режисерів через компанії, які сам заснував або став співзасновником, найвідомішою з яких була Filmirage. З 1979 до 1982 року і з 1993 по 1999 рік Д'Амато також спродюсував і зняв близько 120 порнофільмів.
Серед його найвідоміших фільмів для дорослих — п'ять фільмів у серії «Чорна Еммануель» за участю Лаури Гемсер (1976—1978) та порнографічні фільми жахів «Еротичні ночі живих мерців» (1980) та «Порнохолокост» (1981). У жанрі жахів він перш за все запам'ятався за фільмами «За межами темряви» (1979) і «Антропофаг» (1980), які отримали культовий статус, а також «Абсурд» (1981).